# Polizeiruf 110: Wolfsland
Wolfsland ist ein deutscher Kriminalfilm von Ed Herzog aus dem Jahr 2013. Es ist die 340. Folge innerhalb der Filmreihe Polizeiruf 110 und der fünfte Fall für Hauptkommissarin Olga Lenski, der Hauptmeister Horst Krause in seinem 22. Fall zur Seite steht.

## Handlung
Kriminalhauptkommissarin Olga Lenski und Polizeihauptmeister Horst Krause werden an eine entlegene Stelle in Brandenburg gerufen. Am vermeintlichen Tatort befindet sich allerdings nur eine tote Wölfin, und nicht, wie über Polizeifunk gemeldet, eine Leiche. Dennoch sind sie ganz froh, zum richtigen Zeitpunkt eingetroffen zu sein, denn die Gutsbesitzerin Elisabeth von Taupitz bedroht gerade den Tierschützer Stefan Waldner mit einem Gewehr. Er hatte ihr die erschossene Wölfin einfach vor die Tür gelegt, da er sie für die Auftraggeberin der Tat hält. Da „Wolfsmord“ unter Strafe steht, hat er die Polizei alarmiert. Kommissarin Lenski erklärt dem aufgebrachten jungen Mann, dass sie nur für Mord an Menschen zuständig ist. Doch dann entwickelt sich schneller als gedacht ein echtes Mordverbrechen. Noch während sie im Dorf den Fall erörtern, wird in der Nähe auf Waldners Wohnwagen geschossen. Darin wartet seine Freundin Jule Sobowski, die durch Splitter leicht verletzt wird. Jules Vater ist empört, schließlich gehört er mit zum Jagdvorstand des Dorfes und ist von der Ansiedlung des neuen Wolfsrudels wenig begeistert. Demzufolge missfällt es ihm, dass sich ausgerechnet seine Tochter mit diesem Naturschützer einlässt, den er für einen Parasiten hält, der sich sein Aussteigertum vom Staat bezahlen lasse.
Für Waldner stellt die Arbeit mit den Wölfen ein Lebenswerk dar und er ist wild entschlossen, „seine“ Tiere vor den Menschen zu schützen. Als am nächsten Tag der Tierarzt Hagen Stamm erschlagen aufgefunden wird, gerät Waldner unter Mordverdacht. Nach der kriminaltechnischen Untersuchung wurde aus dem Gewehr des Tierarztes der Wolf erschossen und der Anschlag auf Waldners Wohnwagen verübt. Jule erklärt zwar, die ganze Nacht mit Waldner zusammen gewesen zu sein, doch das überzeugt die Kommissarin nicht. Sie bemerkt immer mehr, wie wichtig Waldner diese Tiere sind, zu denen er sich geflüchtet hat, da er von den Menschen enttäuscht ist. Um sie zu schützen, würde er wahrscheinlich auch töten.
Auch Jules Vater hält Waldner für den Mörder an Hagen Stamm, denn er weiß, dass seine Tochter die Nacht nicht bei dem Tierschützer verbracht hat, sondern zu Hause war. Als Sobowski Waldner im Wald begegnet, schlägt er ihn mit einem Knüppel nieder und entwendet ihm das GPS-Gerät, womit er das Wolfsrudel orten kann. Er hofft, dass mit den Wölfen auch Waldner wieder verschwinden würde, wenn er ein wenig nachhilft, denn er ist mit ihm zusammen im Ort in die Schule gegangen und hat noch eine alte Rechnung mit Waldner offen. Nachdem dieser ihm folgt und Sobowski beginnt, auf die Wölfe zu schießen, stürzt sich der Tierschützer auf ihn. Zum Glück ist Kommissarin Lenski den beiden gefolgt und kann verhindern, dass Waldner noch einen Menschen der Wölfe wegen erschlägt.

## Kritik
Die Kritiker der Fernsehzeitschrift TV Spielfilm vergaben die bestmögliche Wertung (Daumen nach oben) und schrieben: „Der schön in die Landschaft eingebettete Krimi punktet mit Bildern des Tierfilmers Sebastian Koerner - und mit einem Familiendrama aus DDR-Zeiten. Letzteres ist allerdings längst nicht mehr originell.“ Als Gesamtfazit zogen sie: „Halb Ossi-Western, halb Stasi-Drama“.